# Палатово (Болгария)
Палатово (болг. Палатово) — село в Болгарии. Находится в Кюстендилской области, входит в общину Дупница. Население составляет 148 человек.

## Политическая ситуация
Палатово подчиняется непосредственно общине и не имеет своего кмета.
Кмет (мэр) общины Дупница — Атанас Александров Янев (независимый) по результатам выборов в правление общины.